# Mawenzi (Moshi)
Mawenzi ist ein Verwaltungsbezirk (Ward) des Distrikts Moshi (MC) in der tansanischen Region Kilimandscharo.

## Geografie
Mawenzi liegt im Nordosten von Tansania im Zentrum der Regionshauptstadt Moshi. Die Grenze im Norden ist die Nationalstraße T2, im Südosten reicht der Bezirk bis zur Tanzanite Avenue vor dem Bahnhof, im Westen bildet die Arusha Road die Grenze.
Der Bezirk grenzt im Norden an Kilimandscharo und Mfumuni, im Osten an Majengo und in einem Punkt an Miembeni, im Südosten an Njoro, im Südwesten an Bondeni und im Westen an Kiusa. Bei der Volkszählung 2022 lebten 1540 Menschen in 395 Haushalten auf einer Fläche von 1,2 Quadratkilometern.

## Gliederung
Der Bezirk besteht aus zwei Stadtteilen (Mtaa):
- Hindu
- Mawenzi

## Wirtschaft und Infrastruktur
- Gesundheit: In Mawenzi liegt das Regionalkrankenhaus.[8]
- Verkehr: In der Mawenzi Road gegenüber dem Bahnhof befindet sich der Busbahnhof.[3]